# Thomas Schneider (Leichtathlet)

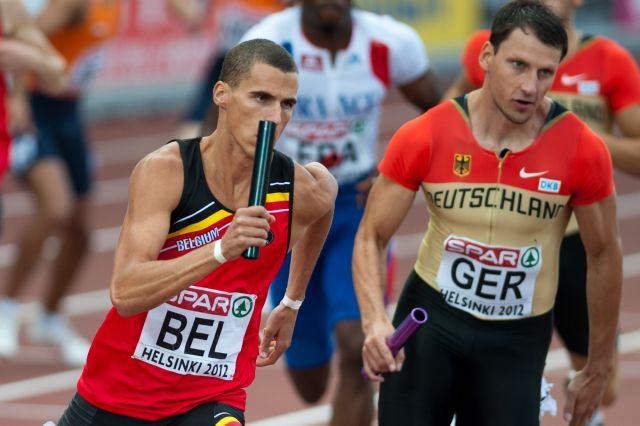
Thomas Schneider (rechts) bei den Europameisterschaften 2012

Thomas Schneider (* 7. November 1988 in Forst, Bezirk Cottbus, DDR) ist ein ehemaliger deutscher Langsprinter.

## Sportliche Laufbahn
Im Jahre 2005 kam der damalige Fußballer im Rahmen eines Schüleraustausches in den USA zum ersten Mal in Kontakt mit der Leichtathletik. An einer Highschool in Milwaukee fand er Gefallen an der 400-Meter-Strecke. In der Folge trat Schneider dem LC Cottbus um Trainer Jochen Wiedemann bei. 2008 wechselte die Trainingsgruppe geschlossen zum SC Potsdam.
Seine ersten Erfolge feierte Schneider im Jahre 2007, als er mit der deutschen 4-mal-400-Meter-Staffel Silber bei den U20-Europameisterschaften in Hengelo sowie Bronze bei den Deutschen Jugendmeisterschaften über 400 Meter gewann. Bei den Deutschen Juniorenmeisterschaften gewann Schneider 2009 Gold über 400 Meter, nachdem er im Jahr zuvor bereits Silber errang.
In Hoffnung auf einen Staffel-Einsatz bei den Weltmeisterschaften 2009 in Berlin verzichtete er auf eine Teilnahme an den U23-Europameisterschaften, kam allerdings letztendlich nicht zum Einsatz. In der Saison 2010 verbesserte Schneider seine Bestzeit auf 46,03 s und wurde Deutscher Vizemeister. Daraufhin wurde er als Mitglied der deutschen 4-mal-400-Meter-Staffel für die Europameisterschaften 2010 in Barcelona nominiert, wo er als Schlussläufer das Finale erreichte und dort den vierten Platz belegte.
Bei den Halleneuropameisterschaften 2011 in Paris gewann Schneider die Silbermedaille im 400-Meter-Lauf. 2012 konnte Schneider bei den Europameisterschaften in Helsinki mit der Staffel (Jonas Plass, Kamghe Gaba, Eric Krüger, Thomas Schneider) in 3:01,77 min die Bronzemedaille gewinnen. Bei den Olympischen Spielen in London schied die Staffel im Vorlauf aus.
2018 wurde Schneider Deutscher Hallenmeister über 400 Meter. Erneute Achillessehnenbeschwerden zwangen ihn jedoch zum Abbruch der Sommersaison.
2019 startete er nicht in der Hallensaison und gab Mitte März den Signalen seines Körpers folgend den Rücktritt vom Leistungssport bekannt.
Thomas Schneider hatte bei einer Körpergröße von 1,85 m ein Wettkampfgewicht von 79 kg.

## Vereinsmitgliedschaften
Seit 2017 startete er für den TSV Bayer 04 Leverkusen.

## Persönliche Bestleistungen
- 400 m (Halle): 46,19 s, 27. Februar 2011, Leipzig
- 400 m (Freiluft): 45,56 s, 31. Mai 2011, Ostrava